# Sixto Minier
Sixto Minier (28 de marzo de 1920 - 29 de abril de 2008) fue capitán de la Cofradía de los Congos del Espíritu Santo, o conocida como los Congos de Villa Mella, una expresión ritual, musical y danzaría,  tradicional de la República Dominicana. Entre sus méritos, la ciudad de Nueva York lo honró "por su contribución a preservar la herencia africana en República Dominicana" (2001) y el gobierno dominicano lo reconoció como "patrimonio viviente del folclore dominicano".
Fue uno de los más destacados herederos conocidos de la tradición de los Congos, cuya Cofradía fue fundada en el siglo XVI por esclavos africanos y mestizos. Minier aprendió la tradición de su abuela y junto a Pío Brazoban, como Rey de los Congos del Espíritu Santo, continuó la transmisión de la tradición desde la década de 1960, a más de 50 cofrades que hoy día viven en Mata los Indios, Santo Domingo Norte.

## Otros reconocimientos
La Facultad de Humanidades de la universidad estatal en el 2003; la Fundación Cultural Bayahonda le otorga en el año 1999 el título Mentor del Folclore Dominicano. El último reconocimiento lo recibió en la XIva Feria Internacional del Libro de Santo Domingo (2008) "por haber garantizado la continuidad de los conocimientos, los procesos y las técnicas artesanales tradicionales de República Dominicana", así como el del 5.º Festival de Café Orgánico celebrado el 7 de junio de 2008.

## Muerte
Falleció a la edad de 88 años a consecuencias de un cáncer prostático y problemas renales, aunque algunos aseguran que era mayor, convirtiéndose así, en gloria nacional del arte y el folclore dominicano, durante su capitanía se sometió y declaró El espacio cultural de la Cofradía del Espíritu Santo de los Congos de Villa Mella como Obras Maestras del Patrimonio Oral e Intangible de la Humanidad  en el 2001, y el 2008 se pasaron al formar parte de la Lista Representativa del Patrimonio Cultural Inmaterial de la Humanidad, ambas declaraciones mundiales hechas por la UNESCO.